# Ochropleura astigmata
Ochropleura astigmata är en fjärilsart som beskrevs av George Francis Hampson 1906. Ochropleura astigmata ingår i släktet Ochropleura och familjen nattflyn. Inga underarter finns listade i Catalogue of Life.